# Nationaal Archeologisch Museum van Tarente

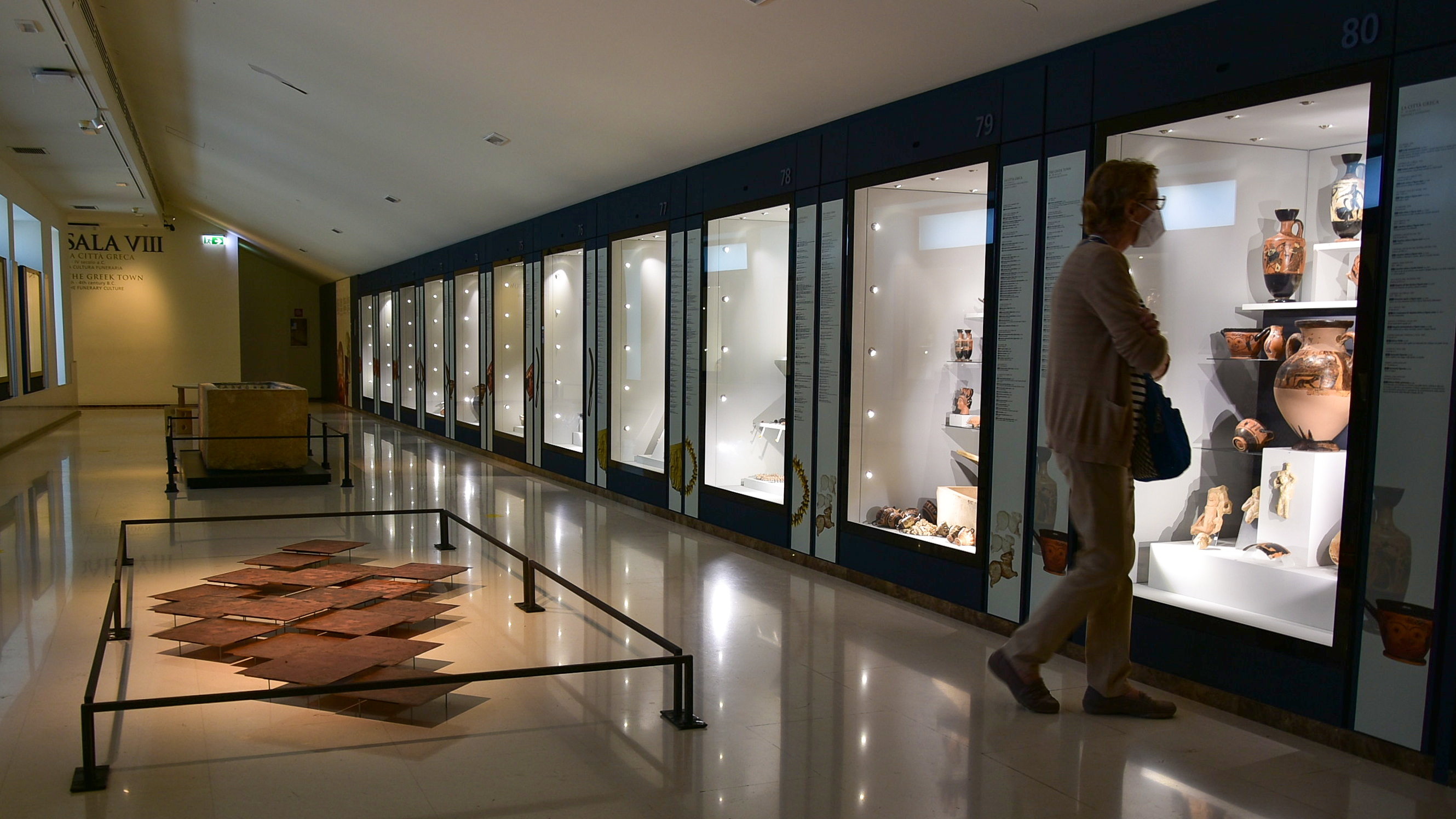
MArTA

Het Nationaal Archeologisch Museum van Tarente, ook bekend onder de afkorting “MArTA”, is een toonaangevend archeologisch museum dat onder andere een van de belangrijkste collecties voorwerpen uit de Magna Graecia-periode herbergt, waaronder het beroemde goud van Tarente. 
Het werd opgericht in 1887 en ligt aan de Cours Umberto-I en is gevestigd in het voormalige klooster van San Pasquale de Baylon, gebouwd in de achttiende eeuw. De archeoloog Luigi Viola wilde dat het een meer algemeen museum over Magna Graecia zou worden, maar het is altijd voornamelijk gewijd geweest aan archeologische documentatie over Tarente en de rest van Apulië.
Het museum bestaat uit tien zalen op de eerste verdieping en vijftien op de tweede, waardoor een chronologische reis ontstaat die begint bij het neolithicum in de regio Tarente en loopt via de Griekse kolonisatie, de Romeinse beschaving en de stad van de late oudheid naar de Byzantijnse periode. In een van de zalen bevindt zich ook het beroemde graf van de atleet van Tarente.

## Galerij

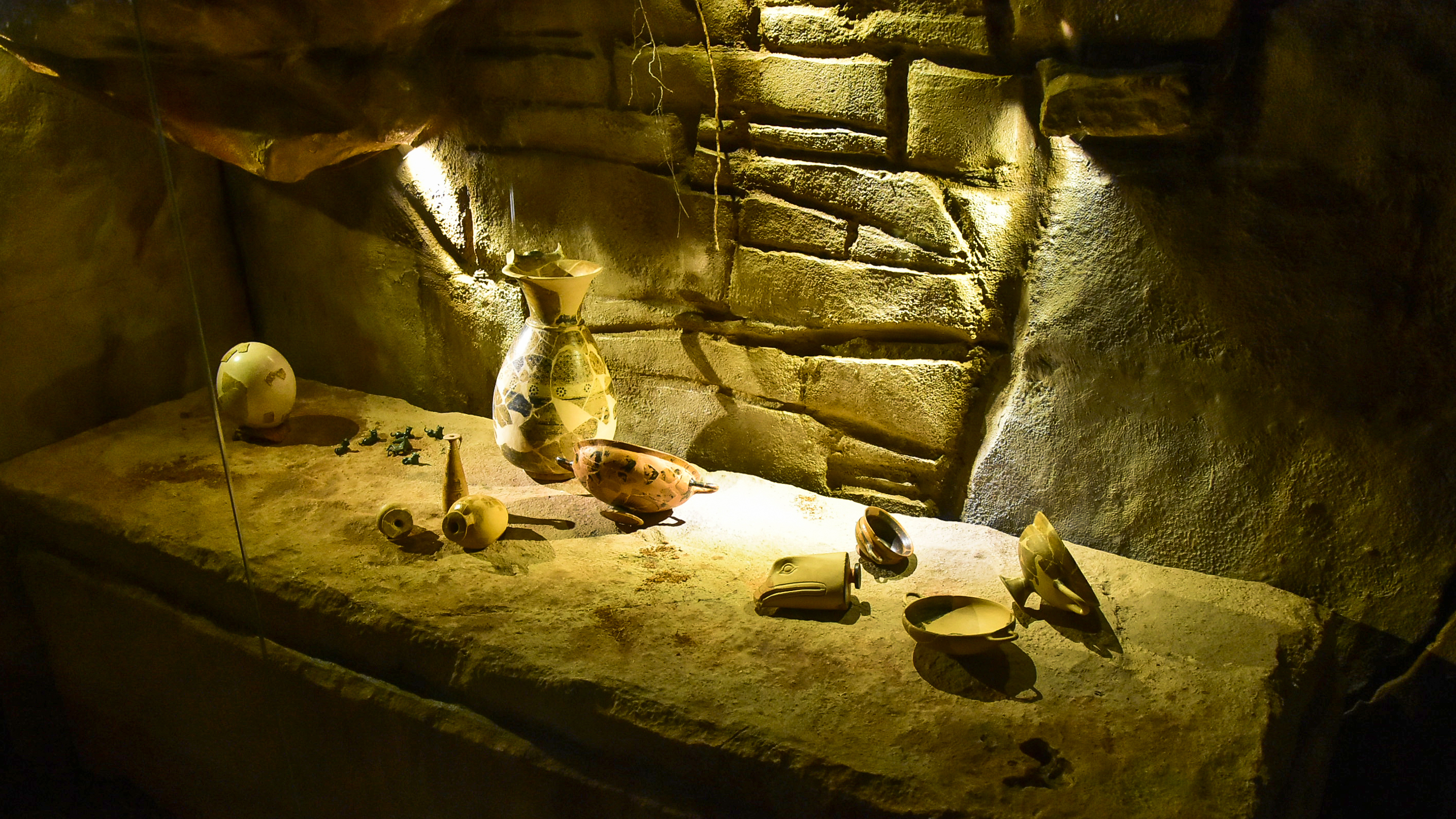
Etruskische grafkamer uit de 7e eeuw v.Chr.
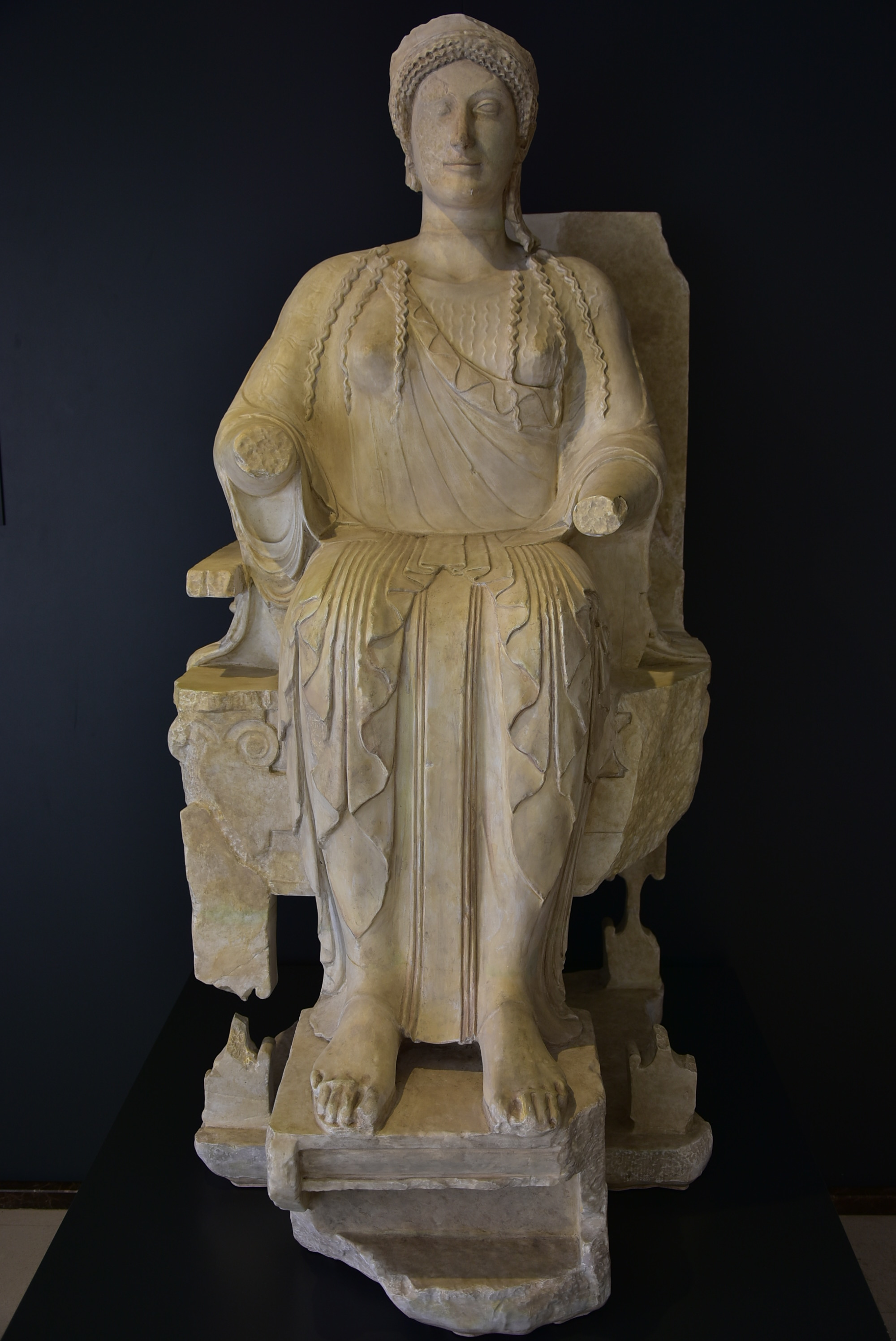
Godin op troon van Tarente
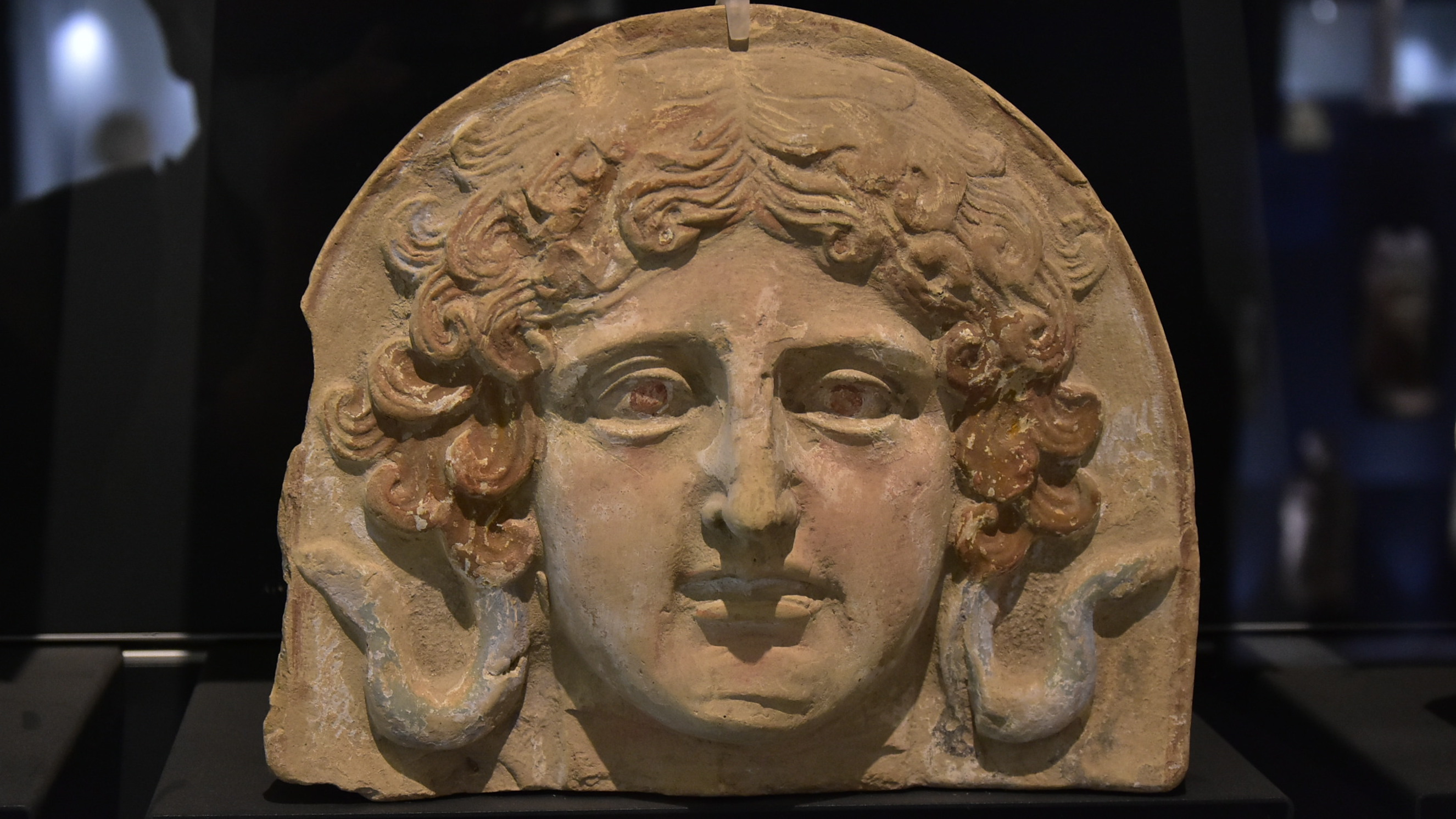
Antefix met een Gorgo (5e eeuw v.Chr.)
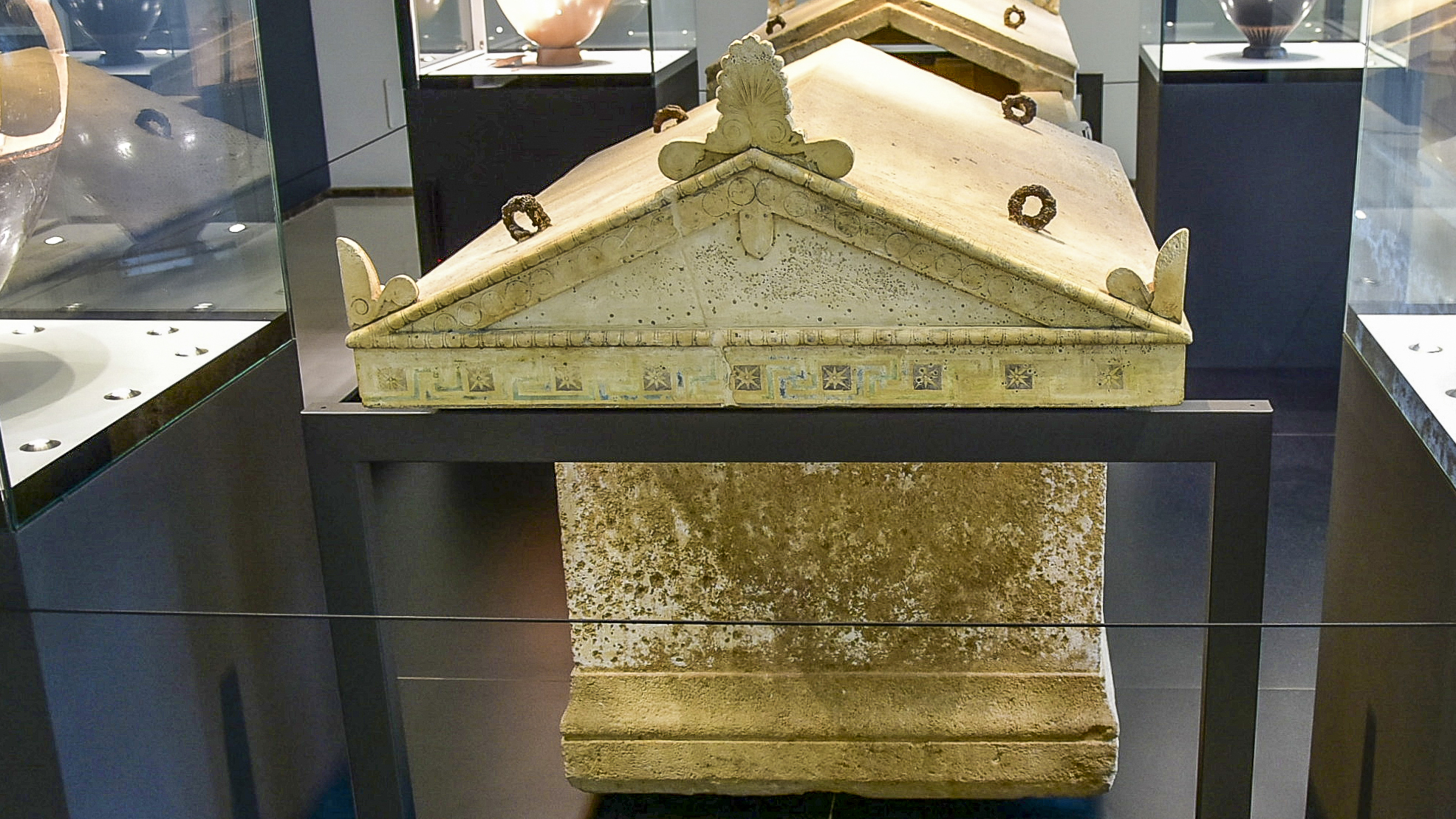
Tombe van de atleet
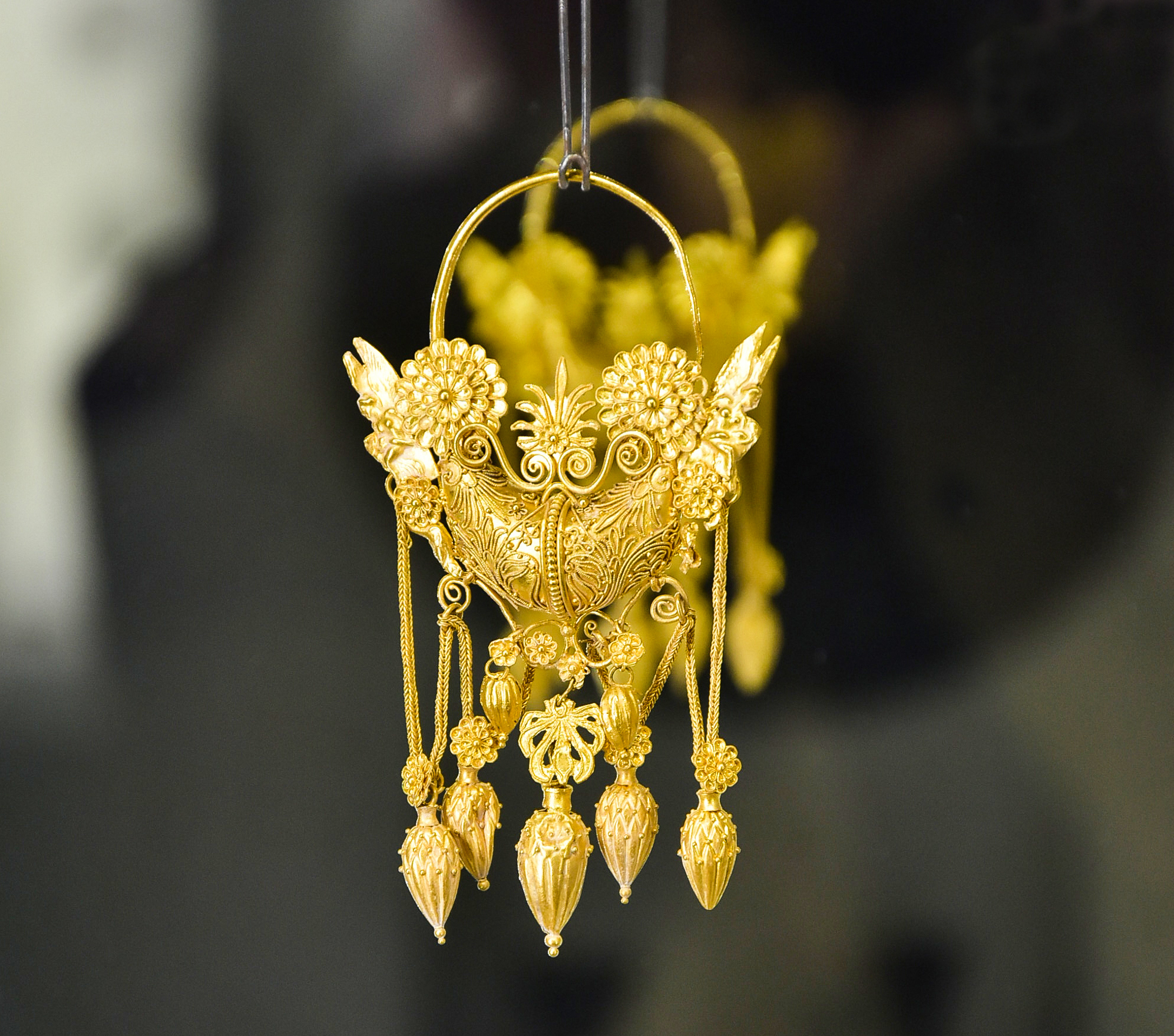
Gouden oorring (4e eeuw v.Chr.)
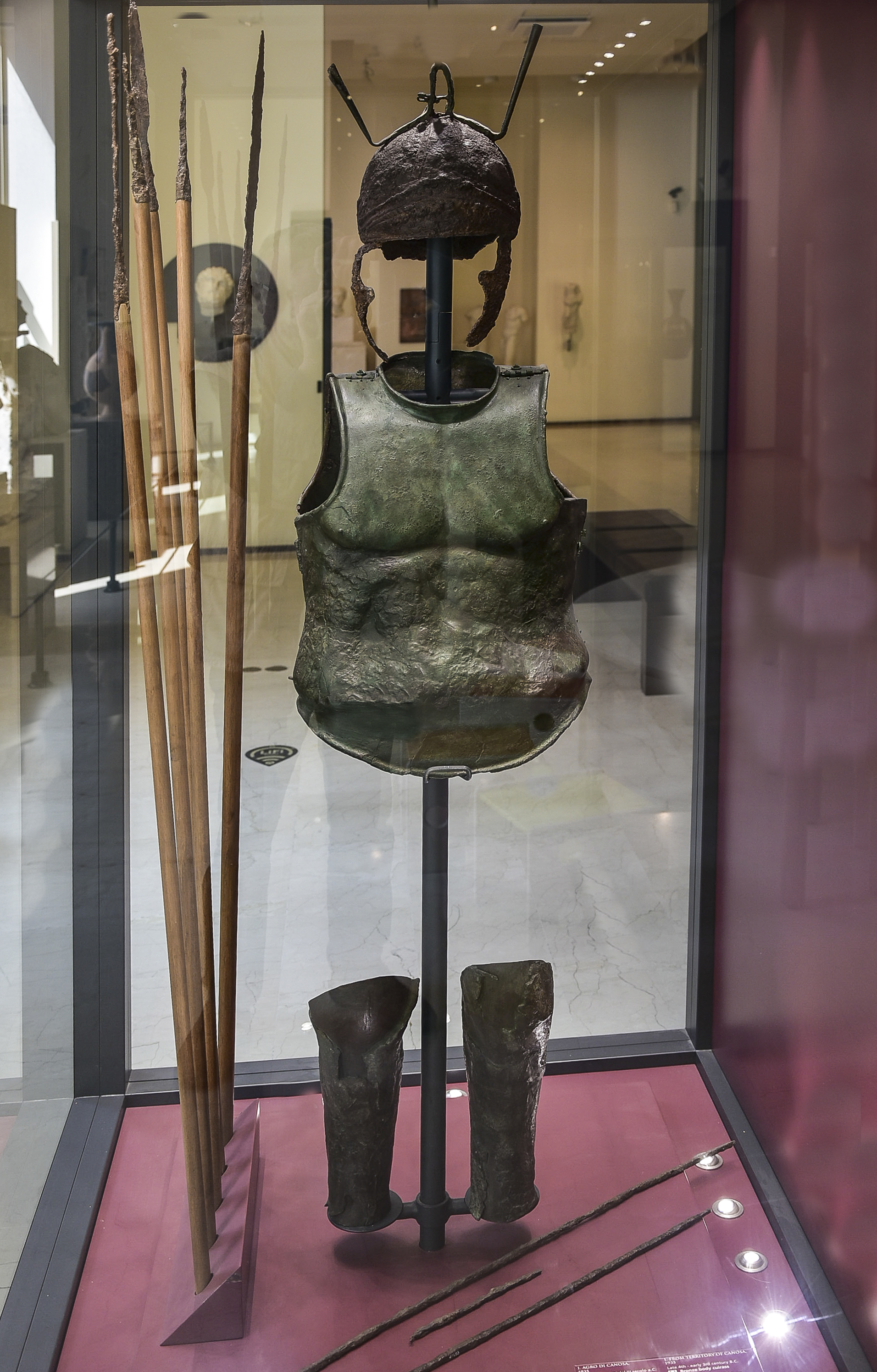
Bronzen helm, kuras en scheenbeschermers (4e eeuw v.Chr.) van de Dauniërs